# Царпанит
Царпанит или Сарпанита, Сарпаниту — богиня в аккадской мифологии. Как божественная жена Мардука и мать Набу, Царпанит была выдающейся богиней Вавилона и почиталась в этом городе в одном с ним храме. Под именем Эруа она также была богиней беременности и деторождения.
Входила в состав семёрки великих богов вавилонского пантеона. Каждому из них был посвящён город, храм, небесное светило и день недели. Царпанит считалась покровительницей города Урука, ей был посвящён храм Эанна и соответствовали планета Венера и пятница.
В главном храмовом комплексе древнего Вавилона Эсагила Царпанит была посвящена капелла Кахилисуд.
Упоминается в своде законов Хаммурапи:
Угнетённый человек, который обретет судебное дело, пусть подойдёт к моему, царя справедливости, изображению, пусть заставит прочитать мой написанный памятник, пусть он услышит мои драгоценные слова, а мой памятник пусть покажет ему его дело, пусть он увидит своё решение, пусть успокоит своё сердце и пусть с силой скажет: «Хаммурапи-де владыка, который является для людей как бы родным отцом, он склонился перед велением Мардука, его владыки, и одержал победы Мардука на севере и на юге, сердце Мардука, его владыки, он удовлетворил и устроил людям благоденствие навеки, а страну управил по справедливости!», и пусть он от полного сердца благословит меня перед Мардуком, моим владыкой, и Царпанит, моей владычицей. Бог-хранитель, богиня-хранительница, боги,  вступающие в Эсагилу, и кирпич Эсагилы пусть ежедневно одобряют мои помыслы перед Мардуком, моим владыкой, и Царпанит, моей владычицей.
В разные периоды истории Междуречья называлась также Иштар и Беллит (жена Бела).